# Писарницький Олександр Фомич
Олександр Фомич Писарни́цький (рос. Александр Фомич Писарницкий; 26 вересня 1937, Москва) — радянський вчений у галузі хімії, біохімії та технології виноробства. Доктор біологічних наук з 1980 року.

## Біографія
Народився 26 вересня 1937 у Москві. 1960 року закінчив Московський інститут харчової промисловості. У 1968—1975 роках працював у Московській філії Всесоюзного науково-дослідного інституту виноробства і виноградарства «Магарач». З 1975 року старший науковий співробітник Інституту біохімії імені О. М. Баха АН СРСР.

## Наукова діяльність
Наукові дослідження в галузі хімії і технології виноробства. На основі експериментальних даних запропонував і обґрунтував модель формування аромату алкогольних напоїв різних типів. Автор понад 110 робіт і 18 винаходів. Серед робіт:
- Изучение продуктов распада углеводов как ароматообразующих веществ в коньячных спиртах. — Прикладная биохимия и микробиология, 1979, т. 15, вып. 6 (у співавторстві з І. А. Єгоровим);
- О веществах, обусловливающих типичный аромат вин и коньяков. — Виноделие и виноградарство СССР, 1980, № 3 (співавтори О. К. Родопуло, І. А. Єгоров, Р. Х. Єгофарова).